# Dynamo Stadion
Het Dynamo Stadion is een multifunctioneel stadion gelegen in de Kirgizische hoofdstad Bisjkek. Het is ook de thuisbasis van Alga Bisjkek en van Sher-Ak-Dan Bishkek. Het stadion biedt plaats aan 10.000 toeschouwers.